# Hygrochroa schreiteri
Hygrochroa schreiteri är en fjärilsart som beskrevs av William Schaus 1924. Hygrochroa schreiteri ingår i släktet Hygrochroa och familjen silkesspinnare. Inga underarter finns listade i Catalogue of Life.